# Huangbo Xiyun
Huangbo Xiyun (chinois simplifié : 黄檗希运 ; chinois traditionnel : 黄檗希運 ; pinyin : Huángbò Xīyùn ; Wade : Huang-po Hsi-yün ; EFEO : Houang-po Si-yun ; jap. Ōbaku Kiun ; mort en 850) a été un grand maitre bouddhiste de l'école Chan durant la période dominée par la dynastie Tang, en Chine. Il a été également un des bouddhistes responsables de la création de l'école Rinzai.